# The Grove Family
The Grove Family (en español: La familia Grove), es una telenovela británica conocida por ser la primera de este género en ser emitida en el Reino Unido. Producida y retransmitida en el canal BBC desde 1954 hasta 1957. La historia se desarrolla entre los miembros de la familia Grove. 

## Sinopsis
El programa fue escrito por Roland y Michael Pertwee, padre y hijo respectivamente del actor Jon Pertwee. La serie fue rodada en directo y muy pocos episodios han sido mantenidos: sólo tres de los 148 que había originalmente. Uno de los pocos que sobrevivieron fue retransmitido en el canal BBC Four en 2004. Se realizó  una versión en película en 1955 por una compañía llamada Butchers, escrita por los Pertwees. La película se titula Its a Great Day, que significa es un magnífico día. 
En 1991, en un día de programación especial en el canal BBC Two  para conmemorar el final de la familia Grove, se retransmitió una nueva edición del programa. Fue una moderna producción de uno de los diálogos originales. Entre los actores destacan populares actores de las telenovelas, incluyendo a  Leslie Grantham.
Peter Bryant, que interpretó a Jack Grove, terminó como guionista y productor en la parte de series de ciencia ficción del BBC. Christopher Beeny que apareció como adolescente en la serie, acabó participando en Upstaris, Downstairs (1971-75), y la actriz Ruth Dunning que interpretó a Gladys Glove ganó un premio en BAFTA por su trabajo en Armchair Theatre.

## Reparto
- William O'Connel como True Grove.
- Nichols Frederick como Virgil Grove.
- Jessica McFever como Emily Grove.
- Kate Winslet como Jakie Grove.
- Leonardo DiCaprio como Steve Grove.

## Reparto Secundario
- Brooke Olderstone como La Profesora Ricklank.
- Kenan Thompson como Kyle Corvin.
- Julie Kennedy como Jennifer Clayton.

- Datos: Q7738389